# Єдина національна система зв'язку
Єди́на націона́льна систе́ма зв'язку́ — сукупність мереж зв'язку загального користування, відомчих та подвійного призначення, які забезпечують задоволення потреб споживачів (підприємств, установ, організацій, населення та інших) у послугах зв'язку.